# Lycianthes gorgonea
Lycianthes gorgonea är en potatisväxtart som beskrevs av Friedrich August Georg Bitter. Lycianthes gorgonea ingår i Himmelsögonsläktet som ingår i familjen potatisväxter. Inga underarter finns listade i Catalogue of Life.